# Casa Cauhé
La Casa Cauhé o Casa Bonaventura Raspall és un habitatge de Sant Feliu de Llobregat (Baix Llobregat) protegida com a bé cultural d'interès local.

## Descripció
És una casa de dues plantes amb finestres i balcons a la part superior i portes i finestres a la inferior. L'acabament està resolt amb un joc de línies corbes que formen una sanefa que a la vegada està decorada amb fulles en el centre formant grups curvilinis ascendents. Del peu d'aquest acabament surt una petita teulada de protecció que a la vegada fa un dibuix simètric amb rajoles. La casa té elements modernistes, com sanefes de ceràmica o mènsules esglaonades als balcons.

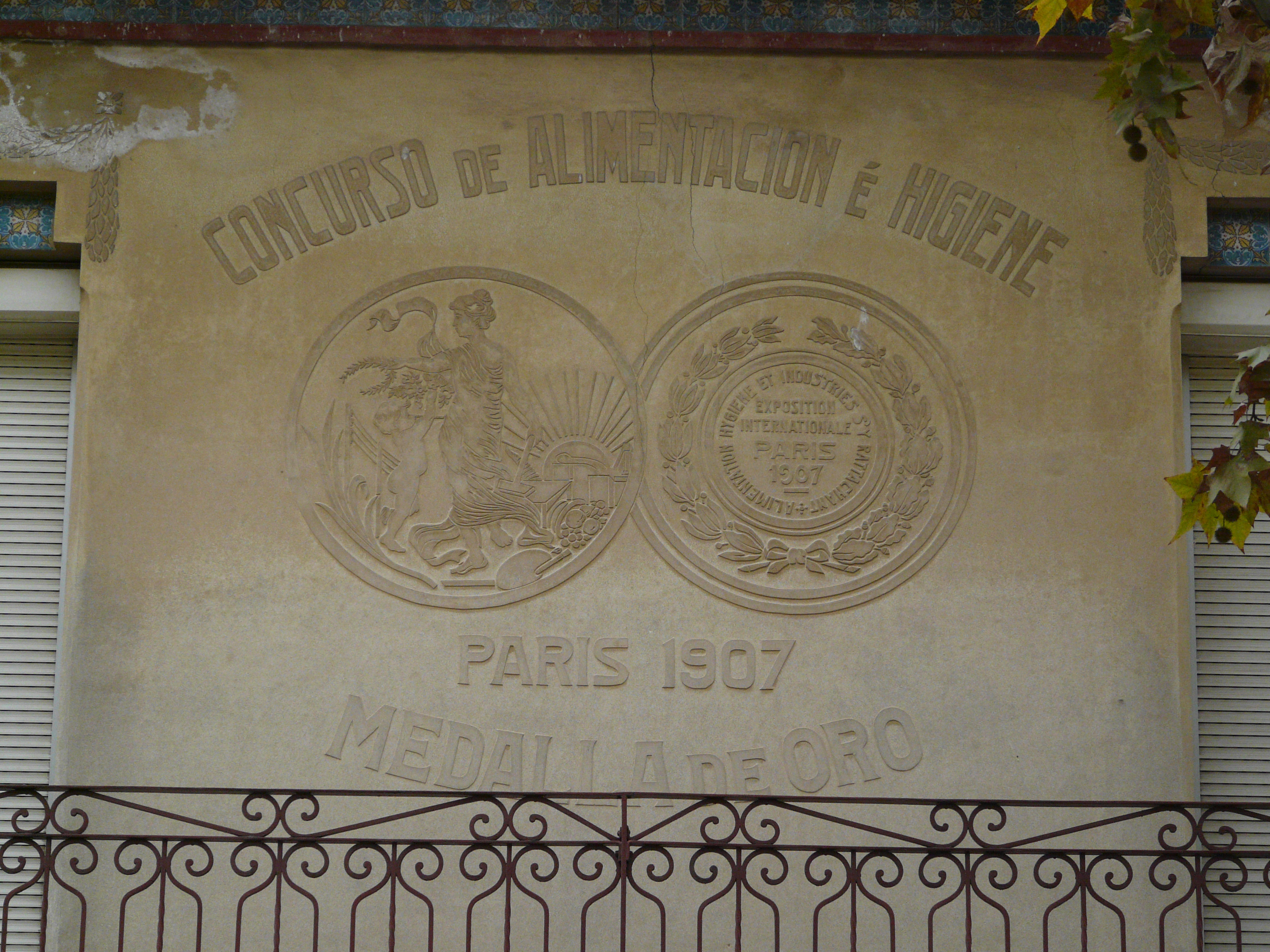
L'esgrafiat del "Concurso de Alimentació e Higiene"

Hi ha esgrafiats la reproducció de ambdues cares de les dues medalles dels premis guanyats a Paris, Les medalles tenen una decoració neoclàssica, especialment en les figures de les dones. A l'esquerra hi trobem el "Concurs Culinari" amb un Diploma d'Honor l'any 1907; a el cercle de la dreta veiem la inscripció del premi i al de l'esquerra una dona i una nena que formen el centre del paisatge constituït per una casa i uns arbres. També s'hi pot observar la idea de moviment. L'esgrafiat del premi "Concurso de Alimentación e Higiene" que es troba a la dreta de l'edifici, està compost també per la reproducció de la medalla; el de l'esquerra, presenta una dona amb un cistell de fruites que l'ajuda un nen. En aquest cas la idea de moviment es reflecteix en el llaç, que fa pensar en el vent. La representació del nen nu forma part del món clàssic. A la dreta, hi ha el cercle amb el Gran Premi remarcat amb fulles de llorer. L'esgrafiat de les finestres harmonitza el conjunt. També hi ha esgrafiada la madalla del premi de Barcelona..
A la façana del carrer Vidal i Ribes, hi ha esgrafiat la data de la construcció de la casa i les inicials de Bonaventura Raspall, que és qui la va fer construir i va guanyar les medalles en el seu negocí d'exportador de fruïtes i verdures.

## Història
La història, tant de la casa com del negoci la podeu trobar a: http://casaraspall.blogspot.com.es/
És pràcticament l'únic esgrafiat de la població que manté una relació del tema amb la dedicació del resident.